# Nils-Erik Haglund
Nils Erik „Nils-Erik” Haglund (ur. 19 czerwca 1893 w Sztokholmie, zm. 19 marca 1921 w Glasgow) – szwedzki pływak, uczestnik Letnich Igrzysk 1912 w Sztokholmie.
Na igrzyskach w 1912 roku wystartował na 400 metrów stylem dowolnym, lecz nie wyszedł z fazy eliminacyjnej.